# Prescription de la peine
La prescription de la peine est en droit français, une durée au-delà de laquelle une condamnation pénale devenue définitive à une peine mais dont l'exécution n'a pas commencé s'éteint. L'autre mode d'extinction directe de la peine est la grâce. Par ailleurs, deux autres mécanismes juridiques emportent disparition de la possibilité de mettre à exécution la peine. Il s'agit de l'amnistie et de la réhabilitation qui font disparaitre non seulement l'exécution de la peine mais aussi la condamnation dans son ensemble.
La prescription de la peine est variable en fonction de la catégorie d'infraction ayant donné lieu à condamnation.

## Délais
En cas de crime contre l'humanité, la peine, tout comme l'action publique est imprescriptible (art. 213-5 du code pénal).
Dans le cas des autres crimes, la peine se prescrit par 20 ans (art. 133-2 du code pénal).
En cas de délit, la peine se prescrit par 6 ans (art. 133-3 du code pénal).
Toutefois, pour les délits de trafic de stupéfiants réprimés par les articles 222-34 à 222-40 du Code Pénal, la peine se prescrit par 20 ans à compter de la date à laquelle la condamnation est devenue définitive (art. 706-31 alinéa 2 C.pénal)
En cas de contravention, la peine se prescrit par 3 ans (art. 133-4 du code pénal).

## Point de départ du délai
En principe, le délai de prescription de la peine court à partir de la date où la condamnation devient définitive, c'est-à-dire soit au terme du délai de recours lorsque ce droit n'a pas été exercé soit au moment où les voies de recours ont été épuisées.
Par exception, dans le cas où la peine est assortie d'un sursis, le délai de prescription court à compter du terme du sursis ou du moment où une éventuelle décision révoquant ce sursis est elle-même devenue définitive.

## Effets de la prescription
Lorsque la peine est prescrite, la condamnation demeure, c'est-à-dire qu'elle pourra entrer en ligne de compte en cas de récidive. Cependant l'exécution de la peine prononcée ne peut plus être demandée. En effet il s'agit à la fois de sanctionner le manque de diligences du ministère public, mais aussi de protéger le justiciable contre la demande d'exécution d'une peine intervenant à son détriment longtemps après la condamnation.
Par ailleurs cet effet extinctif de la mise à exécution de la peine est d'ordre public c'est-à-dire que le condamné ne peut y renoncer. Cependant, le recours en révision reste ouvert puisqu'il permet d'annuler la condamnation et non seulement la peine.
En sus, la prescription de la peine ne prive pas les parties civiles de leur indemnisation, en effet les dommages et intérêts relèvent non pas de la sanction pénale mais de la sanction civile. Ce droit à indemnisation disparait selon les règles de prescription propres au droit civil.

## Interruption ou suspension du délai
La loi du 27 mars 2012 prévoit que le délai est interrompu par "les actes ou décisions du ministère public, des juridictions de l'application des peines et pour les peines d'amende ou de confiscation [...] du Trésor public ou de l'Agence de gestion et de recouvrement des avoirs saisis et confisqués" (AGRASC).